# 柏林机场

柏林各机场的位置

德国柏林的机场列表：

## 使用中民用机场
- 柏林勃兰登堡国际机场（德語：Flughafen Berlin Brandenburg）
  - IATA代码：；ICAO代码：；由柏林－舍讷费尔德机场擴建而成，柏林唯一的国际机场。

## 已停用民用機場
- 柏林－舍讷费尔德机场
  - IATA代码：；ICAO代码：；2020年起擴建为柏林勃兰登堡国际机场。
- 柏林－滕珀爾霍夫機場
  - IATA代码：；ICAO代码：，已於2008年關閉。
- 柏林－泰格尔奥托·利林塔尔机场
  - IATA代码：；ICAO代码：；原定2012年6月2日关闭，後因故延期至2020年11月8日关闭。

## 軍用機場
- RAF Gatow，IATA代码：；ICAO代码：；曾為英國皇家空軍的基地，已於1994年關閉。
- 约翰内斯塔尔空軍基地（Johannisthal Air Field）；曾為德國第一座空軍基地。